# Wabi-cha
(Sen no Rikyū, 千利休, 1522-1591)

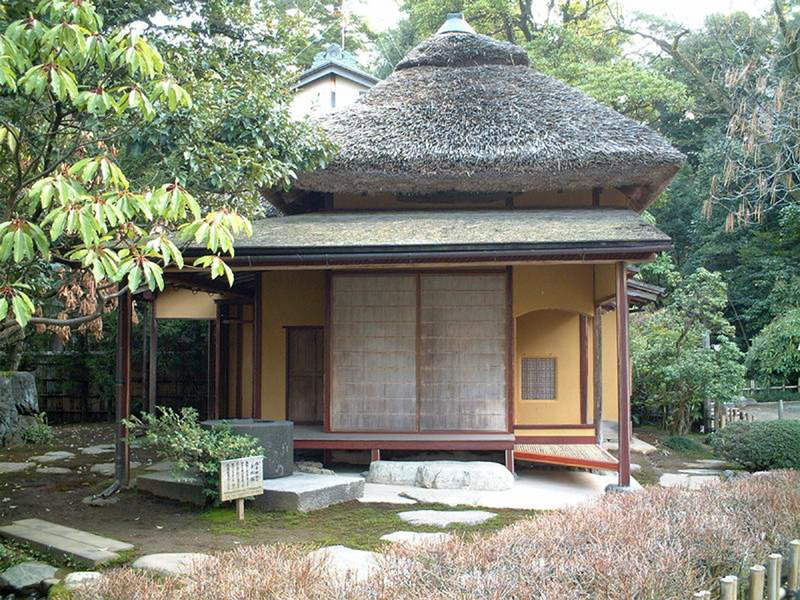
Una stanza del tè giapponese (chashitsu, 茶室), che riflette lo stile wabi-cha (侘茶) situata nel giardino Kenroku-en (兼六園) a Kanazawa (Ishikawa)

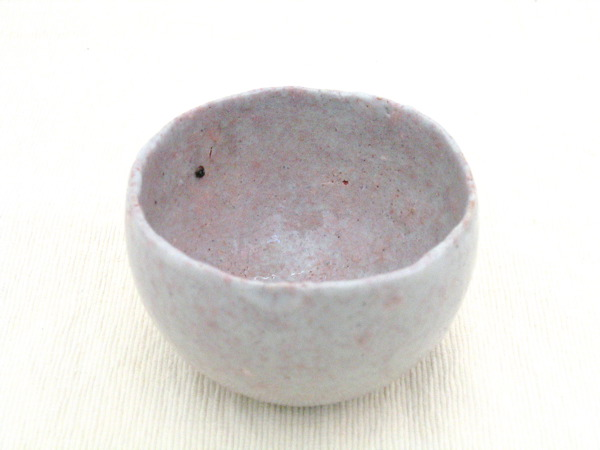
Una tazza da tè (chawan 茶碗) contemporanea, secondo lo stile wabi-cha

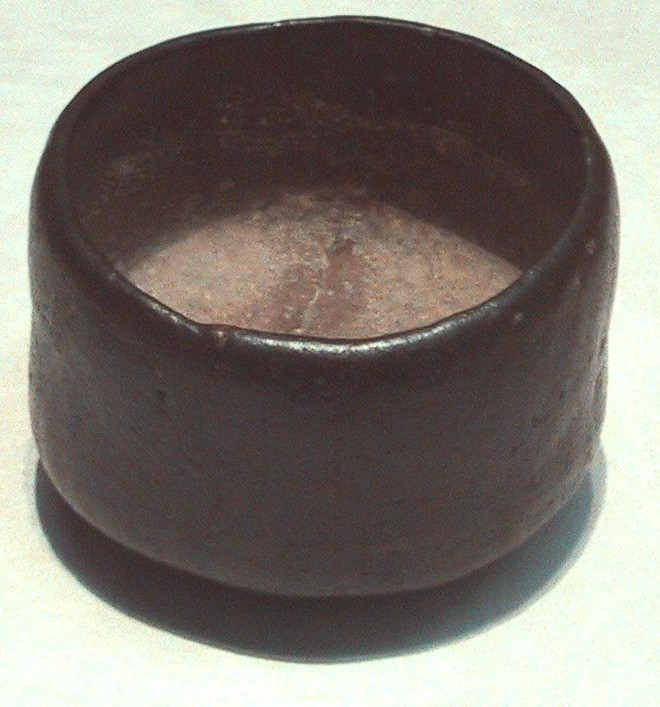
Una tazza da tè (chawan 茶碗) del XVI secolo, secondo lo stile wabi-cha

Il Wabi-cha (侘茶) è lo stile della Cerimonia del tè giapponese praticata secondo gli insegnamenti dei monaci buddisti zen Murata Shukō (村田珠光, 1423-1502), Takeno Jōō (武野紹鴎, 1502-1555), e Sen no Rikyū (千利休, 1522-1591). 
Essa si caratterizza per la semplicità e la sobrietà del rito e per il suo stretto collegamento agli insegnamenti buddisti. 
Il fondamento della concezione wabi (侘) della Cerimonia del tè è già presente fin dall'opera di Murata Shukō quando egli evidenziava come "uno splendido cavallo si manifesta meglio in un'umile capanna che in una sontuosa stalla". Secondo lo studioso giapponese Masao Shoshin Ichishima la metafora di Murata Shukō è evidente: il meraviglioso cavallo rappresenta la "mente originaria" (giapp. hongaku, 本覺) mentre l'umile capanna di paglia indica la "stanza del tè" (Chashitsu, 茶室 soprattutto nel suo stile yojouhan 四畳半). La sobria e semplice bellezza wabi si oppone dunque alla bellezza sontuosa, denominata in giapponese basara (伐折羅, tale termine deriva dal sanscrito vajra che in quella lingua indica il diamante) di cui lo shōgun Toyotomi Hideyoshi (豊臣秀吉, 1536-1598) fu per lungo tempo propugnatore. 
Murata Shukō riprendeva questa sua particolare concezione della Cerimonia del tè proprio dalle dottrine buddiste enunciate, nel II secolo, dal maestro indiano Nāgārjuna. 
Nel Mahāprajñāpāramitā-śāstra (Commentario al Mahāprajñāpāramitā-sūtra, 大智度論 pinyin: Dà zhìdù lùn, giapp. Daichidoron, T.D. 1509, 25.57c-756b, opera attribuita a Nāgārjuna e tradotta da Kumārajīva in 100 fascicoli. Conservato nel Shìjīnglùnbù) si legge: 
(Mahāprajñāpāramitā-śāstra 大智度論, T.D. 1509, 25.57c-756b)

## L'ideale delShōyuku Chisoku(少欲知足)
La dottrina del "desiderio minimo" (sanscrito: alpecchatā, cinese 少欲 shǎoyù, giapp. shōyoku, tib.   'dod pa chung ngu)  che porta ad una piena soddisfazione (知足, cin. zhīzú, giapp. chisoku), verrà ripresa dal nipote di Sen no Rikyū, Jakuan Sotaku nel suo Zencharoku (禅茶録, scritto nel 1826 ma su una tradizione orale ben più antica) con la dottrina Shōyuku Chisoku (la soddisfazione si conosce attraverso piccoli desideri). Ovvero non bisogna cercare il "desiderio" perfetto attraverso le "gemme" ma attraverso la realizzazione di piccoli desideri le "gemme" si manifestano.
Kobori Enshu (小堀遠州, 1579-1647) chiese al suo maestro Furuta Oribe (古田織部, o Furuta Shigenari, 古田重然, 1545-1615, già allievo di Sen no Rikyū), come dovesse essere un giardino in stile wabi. Furuta Oribe rispose con una poesia: 
(Furuta Oribe)
Secondo il principio del Shōyuku Chisoku l'autentica bellezza non può essere scorta nella piena visuale, ciò impedisce di scorgere la propria mente-cuore meravigliosa se questa viene disturbata da tutto ciò che si presenta.

## Ilwabi-chae il Sutra del Loto
Il Zencharoku affronta anche un altro tema importante, sottinteso nella Cerimonia del tè, secondo il wabi-cha: incorporare l'essenza dei suoi insegnamenti attraverso la pratica concreta della "Via del tè" (Chado) e non attraverso la loro comprensione teorica o dottrinaria. 
L'insegnamento di questa pratica concreta, la "Via del tè", avviene esclusivamente per mezzo di un rapporto diretto tra il maestro del tè e il suo discepolo, relazione denominata in giapponese con il termine  kuden (口傳, cinese kǒu chuán o anche 口訣 giapp. kuketsu, cin. kǒu jué) e che ha origine nella trasmissione orale dell'insegnamento buddista (Dharma). 
L'insegnamento kuden avviene con l'utilizzo dei "mezzi abili"  (giapponese hōben, dal sanscrito  उपाय  upāya, cinese 方便 fāngbiàn) da parte del maestro. A tal proposito, il Zencharoku cita espressamente il terzo capitolo del Sutra del Loto (giapp. 妙法蓮華經 Myōhō Renge Kyō), con la narrazione della parabola della Casa in fiamme dove il maestro del tè rappresenta il padre che vuole salvare i figli che si intrattengono in giochi all'interno di una casa incendiata.